# Sistar19
Sistar19 (estilizado como SISTAR19, Hangul: 씨스타19) foi o primeiro subgrupo oficial do girl group sul-coreano Sistar, formado pela Starship Entertainment em 2011 e que teve seu fim em 2017.Teve seu retorno em 2024 .O subgrupo é composto por Hyolyn e Bora.

## História

### 2011 - 2013: Debut e primeiro mini-álbum
Sistar19 é uma subunidade de dois membros do girlgroup Sistar, sob a Starship Entertainment. Sistar19 foi criado em 2011 e é composto por Hyorin e Bora, elas mantiveram a sua performance de estreia como Sistar19 em 5 de maio de 2011 no programa coreano M! Countdown com o single "Ma Boy", lançado ainda naquele mês. O primeiro single do álbum ascendeu ao topo da Billboard Coréia K-POP Hot 100, e em 2013 o Sistar19 foi indicada à World Music Awards. 
2024- Retorno
Depois de 11 anos, o SISTAR19 irá fazer seu comeback! Nesta sexta-feira, 17, a brid3 anunciou que a unidade do SISTAR, composta por Hyolyn e Bora, fará seu retorno em janeiro de 2024 e que mais informações sobre o comeback com o single No More (Ma Boy)
O SISTAR 19 realizou seu debut em janeiro de 2011 e seu grande sucesso foi o hit “Ma Boy”. O último lançamento da dupla foi a faixa “Gone Not Around Any Longer”, lançada em 2013. Já SISTAR foi formado em junho de 2010 pela Starship Entertainment, mas teve seu disband em junho de 2017. O fim da formação foi marcado pelo lançamento de “Lonely”, que recebeu um clipe para a title track.

## Integrantes
| Nome artístico | Nome artístico | Nome de nascimento | Nome de nascimento | Data de nascimento               | Posição no grupo                                                    |
| Romanizado     | Hangul         | Romanizado         | Hangul             | Data de nascimento               | Posição no grupo                                                    |
| -------------- | -------------- | ------------------ | ------------------ | -------------------------------- | ------------------------------------------------------------------- |
| Bora           | 보라           | Yoon Bo Ra         | 윤보라             | 30 de dezembro de 1989 (35 anos) | Rapper Principal, Dançarina Principal, Face e Visual.               |
| Hyorin         | 효린           | Kim Hyo Jung       | 김효정             | 11 de dezembro de 1990 (34 anos) | Líder, Vocalista Principal, Rapper Líder, Dançarina Líder e Maknae. |

## Discografia

### Singles
| Ano  | Título                       | Melhores posições nas paradas | Melhores posições nas paradas | Álbum                                     |
| Ano  | Título                       | KOR Gaon                      | KOR Hot 100                   | Álbum                                     |
| ---- | ---------------------------- | ----------------------------- | ----------------------------- | ----------------------------------------- |
| 2011 | "Ma Boy"                     | 2                             | -                             | So Cool                                   |
| 2013 | "Gone Not Around Any Longer" | 1                             | 1                             | Gone Not Around Any Longer (álbum single) |
| 2024 | "No More "(Ma Boy)           |                               |                               | No More (Ma Boy)                          |
| 2024 | Saucy                        |                               |                               | No More (Ma Boy)                          |